# Черновское (озеро, Невьянский район)
Черновское — малое сточное озеро на Среднем Урале, в Невьянском районе Свердловской области.

## Наименование
Наименование Черновского озера, скорее всего, связано с тёмным оттенком воды ввиду обилия здесь торфа. Черновским также называется болото, к которому примыкает данное озеро. Также вблизи протекает река Чёрная. Старое название озера — Черноскудское.

## Географическое положение
Черновское озеро расположено на восточном склоне Среднего Урала, в южной части Невьянского района и одноимённого муниципального округа Свердловской области. Водоём окружён болотистой местностью, поросшей смешанным лесом. Озеро примыкает к северо-западной части Черновского болота, на котором ранее добывался торф. В данную местность вела узкоколейная железная дорога от соседнего посёлка Аять.
Вблизи Черновского озера пролегает ветка Нижний Тагил — Екатеринбург Свердловской железной дороги. Приблизительно в 3-х километрах к юго-западу от озера расположен остановочный пункт 466 км, где останавливаются пригородные электропоезда, курсирующие по данной железнодорожной ветке в обоих направлениях.

## Морфометрия
Площадь Черновского озера — 0,16 км², водосборная площадь — 2,5 км². Средняя глубина озера — 1,5 м, а наибольшая — 2 м. Урез воды — 267,3 м над уровнем моря.

## Гидрология
Черновское озеро является сточным. Черновской исток соединяет озеро с Медведянкой — левым притоком реки Большой Чёрной. Озеро пресноводное. Дно водоёма илисто-торфяное.

## Ихтиофауна
В Черновском озере обитают следующие виды рыб: окунь, плотва, щука.

## Канал Таватуй — Исетское
Черновское озеро могло стать частью водного пути между озёрами Таватуй и Исетским. В советское время институт «Свердлоблпроект» разрабатывал проект строительства канала, который должен был соединить два крупных уральских озера. Русло канала должно было пройти от юго-восточного берега Таватуя через Черновское озеро, затем — по Черновскому истоку до Медведянки и Чёрной. Канал должен был стать судоходным. На нём планировалось соорудить шлюзы для поддержания достаточного уровня воды. Канал Таватуй — Исетское так и не был построен.